# Persimmon

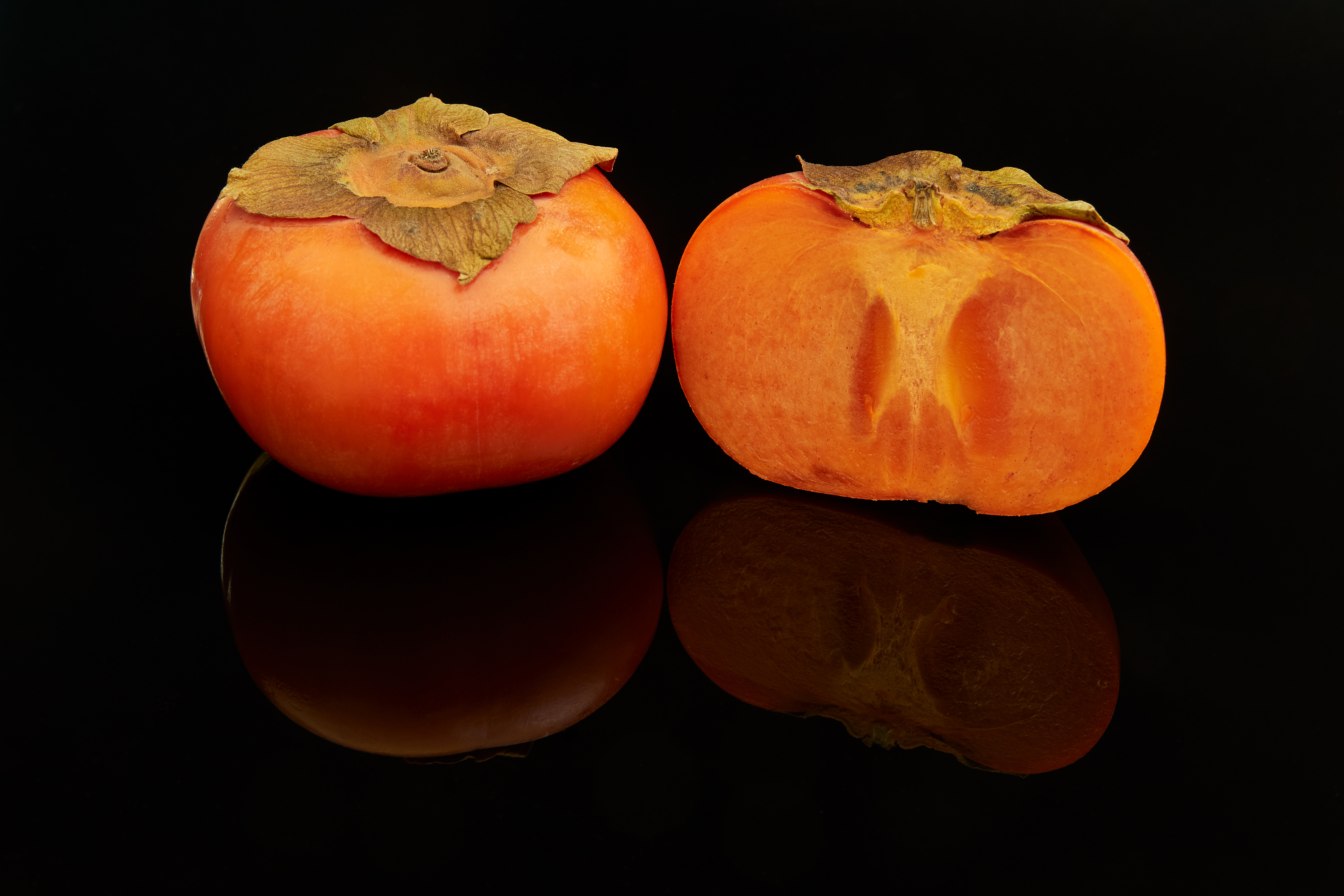
Twee kaki's

De kaki, kakipruim, persimmon, persimon of Chinese pruim is een vrucht van de kakiplant (Diospyros kaki). Het is de nationale vrucht van Japan. De uit Israël afkomstige variant wordt Sharonfruit genoemd, naar de Sjaronvallei, waar ze worden gekweekt.
De pomologie van de kakiplant is complex. De kakiplant is parthenocarp, de vruchten worden zonder bestuiving gevormd.
De vrucht is eetbaar en bevat veel vezels en kan zowel met als zonder schil worden gegeten. De vrucht is vooral in de herfst en in de winter verkrijgbaar. Kakivruchten bevatten behalve de Sharon variant in harde en onrijpe toestand, ook wanneer ze oranjerood gekleurd zijn, veel tannine of looistof, wat een wrange smaak geeft. Het kan ook een droge en ongevoelige mond veroorzaken. De vrucht moet daarom narijpen en zacht worden: daardoor verdwijnen de tannines volledig en wordt de vrucht zoet en aromatisch. De zaden in de kaki scheiden de stof aceetaldehyde af, dat de tannines afbreekt waarbij het vruchtvlees zacht wordt. Hoge concentraties CO2-gas kunnen op een kunstmatige manier ook de tannines doen verdwijnen, maar in dit geval blijft het vruchtvlees hard. De persimmon bevat 77 kilocalorieën per 100 gram.
Er is ook een tomatenras persimmon, waarvan de vruchten op die van de kakiplant lijken.